# Forte de São Roque de Machico
O Forte de São Roque de Machico localizava-se na cidade de Machico, freguesia de Machico, concelho do Machico, na ilha da Madeira, Região Autónoma da Madeira.

## História
Foi erguido na foz do Ribeirinho, para defesa da baía de Machico, ainda à época da Dinastia Filipina. Junto a si ficava o campo de revistas de São Roque.
Em 1695 era seu Condestável Pedro de Sousa Maciel.
De acordo com o "Elucidário Madeirense" (1921), de sua estrutura restavam apenas alguns blocos das muralhas sobre a praia.